# نابه‌شیما نائوماسا
نابه‌شیما نائوماسا (به ژاپنی: 鍋島 直正) آخرین و دهمین دایمیوی در قلمروی هیزن، کیوشو در ژاپن بود. همسر اصلی وی هیجدهمین دختر یازدهمین شوگون، توکوگاوا ایه‌ناری بود.
وی واکسیناسیون را به ژاپن معرفی کرد و ابتدا واکسن را برای پسرش آزمایش کرد. در دوره اغتشاش باکوماتسو (اواخر دوره ادو)، قلمروی هیزن به عنوان یکی از قوی‌ترین مناطق نظامی ژاپن ظاهر شد و در ابتدا نائوماسا تلاش کرد تا سیاست بی‌طرفی را در میان جناح میانه‌روی کوبو گاتای حفظ کند. این جناح آرزوی همزیستی شوگون‌سالاری توکوگاوا با دودمان یاماتو (امپراتور ژاپن) را داشت. اما در طول جنگ بوشین در دوره اصلاحات میجی، وی جهت حمایت امپراتور میجی با نیروهای خود را به اتحاد ساتچو پیوست. پس از نبرد توبا-فوشیمی وی با بقایای طرفداران خاندان توکوگاوا در نبرد اوئنو مبارزه کرد و در مبارزات مختلف در شمال ژاپن علیه اتحاد اواوئه‌تسو رپان که از شوگون‌سالاری توکوگاوا حمایت می‌کردند، جنگید.
نائوماسا به عنوان عضو شورای حکومتی به دولت میجی منصوب شد. با لغو سیستم هان، وی مقام خود را به عنوان دایمیو (ارباب، فئودال بزرگ) تسلیم کرد و به عنوان فرماندار منصوب شد، تا زمانی که قلمروی هیزن (نام دیگر قلمروی ساگا) در ژوئیه ۱۸۷۱ جذب استان ساگا شد.
وی در سال ۱۸۷۱ در محل اقامتش در توکیو درگذشت.